# Sharon Bates
Sharon Bates es una banda de indie rock formada por Cristian Haroche, Daniel Peñalba, Javi Hernández, Rober Hernández y Sergio Villar, de la ciudad de Valladolid, España. Actualmente se encuentran en fase de prelanzamiento de su tercer trabajo, que verá la luz durante 2023.

## Biografía

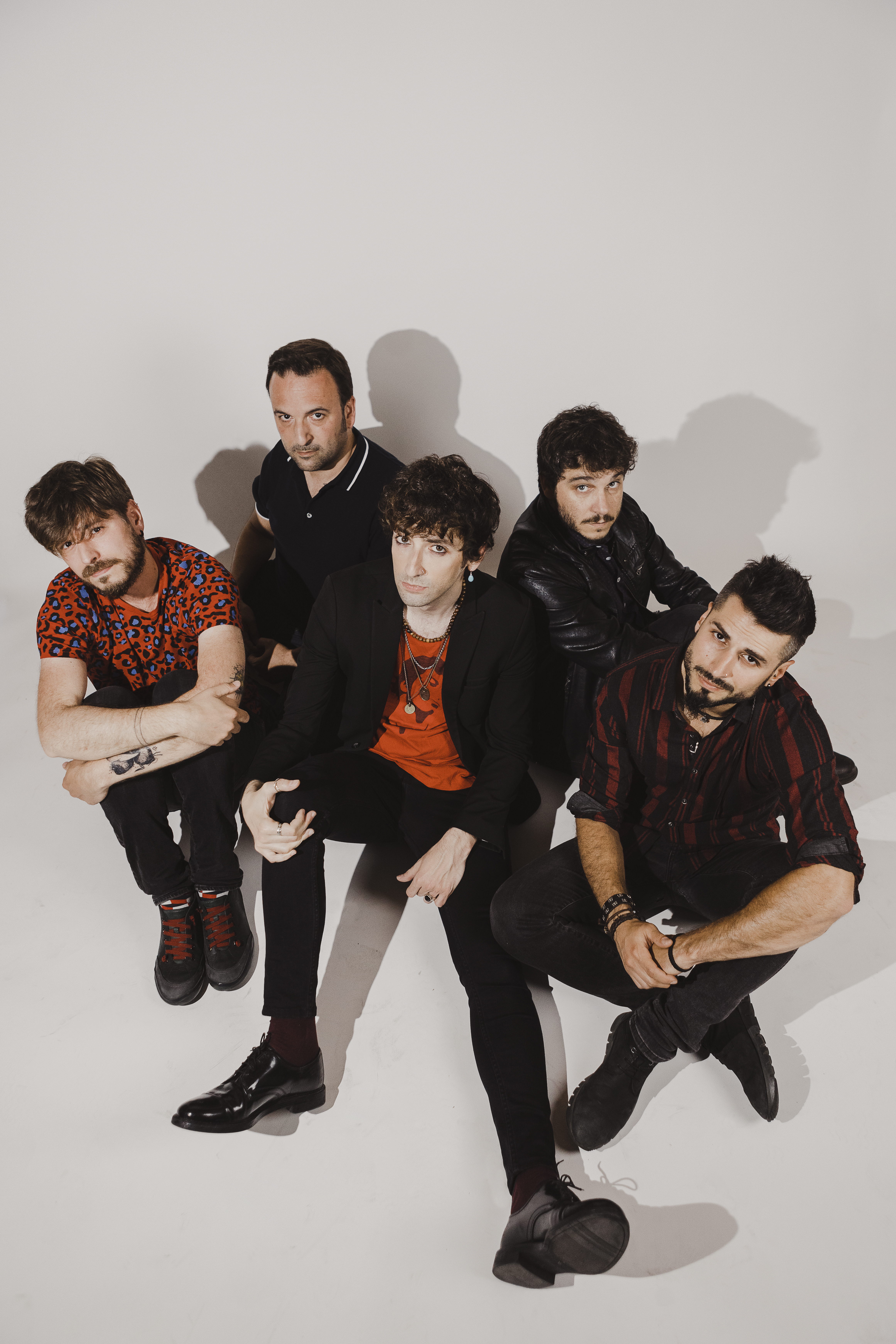
Integrantes del grupo: De izda. a dcha. Rober, Sergio, Cristian, Dani y Javi.

La banda nace en 2010 formada en un principio por Cristian Haroche, Sergio Villar, Enrique Hidalgo y Carlos Flores. Tras poco más de un año de andadura el grupo queda conformado sólo por Sergio y Cristian, completándose la formación con Daniel Peñalba y Javi Hernández que entran a la guitarra solista y al bajo respectivamente. La banda se presenta a la final del Concurso de Bandas 2012 del barrio de Lavapiés asociado a la sala El Juglar, quedando en tercer puesto y siendo el único grupo de fuera de Madrid en estar en el podio, pudiendo tocar en agosto de ese mismo año en las fiestas del barrio ante un gran número de asistentes. A continuación quedan segundos con una reñida votación en el certamen que los vio nacer como banda, el Ondarock de Valladolid en su décima edición (2011), recibiendo las alabanzas como banda revelación de Valladolid.
Durante el 2012 ofrecieron conciertos en numerosas salas de Madrid consolidando su fuerte directo y triunfando en diferentes concursos, como el Wolfest 2012 en la Sala Joy Eslava de Madrid, que les dio paso a tocar en la Sala Riviera de la misma ciudad en abril de 2013; y el OndaRock 2012 de Valladolid, con cuyo premio pudieron costearse la grabación profesional de su primer LP.
En agosto de 2013 tocaron en el escenario RedBull del Festival Sonorama Ribera de Aranda de Duero recibiendo muy buenas críticas tanto del público asistente como de la organización.
En septiembre de 2013 tocaron en el escenario grande de las Fiestas de Nuestra Señora de San Lorenzo de Valladolid teloneando al grupo Chambao.
En octubre de 2013 son seleccionados para actuar en la Sala Siroco de Madrid como parte de los "Coca-Cola Concerts Club" teloneando a la banda The Rebels.
En marzo de 2014 formaron parte del primer festival "Valladolid en Vivo" celebrado en la sala Mirador de Cristal del Museo de la Ciencia de Valladolid.
En mayo de 2015 telonearon al grupo Supersubmarina en el pabellón CHF de León, con una afluencia de público de más de 2500 personas.
En junio de 2015 participaron en la décima edición festival "Valladolid Latino" compartiendo escenario con artistas como Loquillo, Rosendo y Mikel Erentxun.
En junio de 2016 realizaron un concierto en formato acústico "unplugged" en el Teatro Zorrilla de Valladolid. En formato big band contaron con las colaboraciones de Rober Hernández al bajo, Rubén Lázaro a las percusiones, Rubén Villadangos al teclado y Natalia Fustes, Patry Muñoz y Elo Pérez a los coros. El concierto fue grabado en audio y video para el lanzamiento de un futuro trabajo.
En septiembre de este mismo año compartieron escenario en la Plaza Mayor de Valladolid como teloneros de John Newman en un multitudinario concierto ante más de treinta mil personas con motivo de las Ferias y Fiestas de la Virgen de San Lorenzo. En esta ocasión volvieron en su formato big band el cual recibió muy buenas críticas por parte de los asistentes y organizadores.
En otoño de 2016 pasan a forjar lo que será su nuevo LP con la incoroporación a la banda del bajista Rober Hernández. La grabación del mismo tuvo lugar en los estudios Eldana de Dueñas (Palencia) contando con la producción de Carlos Hernández, conocido por sus trabajos con bandas como Los Planetas, Pereza, Joaquín Sabina y Triángulo de Amor Bizarro entre otros. Este trabajo verá la luz en el primer semestre de 2018 con el nombre "Hawaii Quizás".
En septiembre de 2019, después de varios conciertos por diferentes ciudades, repiten en la Plaza Mayor de su ciudad, en Fiestas de Valladolid, teloneando esta vez a la banda escocesa Franz Ferdinand en el que en una nueva ocasión actúan ante varias decenas de miles de personas.
En el segundo semestre de 2020 empieza el desarrollo de un nuevo trabajo, contando esta vez con la producción de Juan Manuel Latorre, componente de Vetusta Morla, realizando la grabación en Estudio Silencio (Madrid) con Juanjo Reig a los mandos y en Eldana Estudio (Dueñas) de  la mano de Jorge Calderón.
De este trabajo por ahora se han presentado dos singles, "Kilimanjaro" y "Mejor", y se espera su presentación a lo largo de 2023.

## Trabajos

### Dirigido por Adam Smithee
A principios de 2013 Sharon Bates entra a grabar su primer LP en el estudio NeoMusicBox de Aranda de Duero. Producido por la propia banda y por José Caballero. Es un LP con 11 canciones en el que la banda muestra su estilo directo con ritmos bailables acompañados de guitarras potentes.
La presentación tuvo lugar en la sala Kerala de Valladolid en colaboración con EuropaFM y OndaCero en octubre de 2013.
En enero de 2014 aparecen en la revista Mondosonoro con una pequeña entrevista junto a una reseña del LP.

#### Videoclip "Vértigo"
En abril de 2013 Sharon Bates se mueve a Barcelona para la grabación de su primer videoclip de la mano del productor Luis Germanó (Supersubmarina, Mikel Erentxun, Sidonie, etc.) junto con el aporte tecnológico de Mister Fogg graban el primer videoclip profesional en 360 grados en España. 
Este novedoso sistema permite al usuario navegar por el videoclip centrándose en los aspectos que más le gusten consiguiendo una sensación de inmersión real con el resto de componentes de la banda.
El lanzamiento tuvo un gran éxito llegando a las 16.000 reproducciones en los primeros tres días.
Videoclip en Youtube

#### Videoclip "Mil Intentos"
En mayo de 2014 pasan a grabar su segundo videoclip del álbum "Dirigido por Adam Smithee" contando esta vez con la producción de Mauri Galiano, productor audiovisual de bandas como Supersubmarina, Izal y Dover entre otros.
Videoclip en Youtube

### Directos en Idemm Studios
En octubre de 2014 la banda publica una serie de temas en directo grabado en Idemm Studios (Parla, Madrid). Sonido directo, sin retoques y grabado como antes, en una sola toma.
- Lipstick rojo (perteneciente al álbum Dirigido por Adam Smithee).
- Simsiri (tema inédito).
- Amante bandido (cover de Miguel Bosé).

### Hawaii Quizás
La grabación de este tercer trabajo tuvo lugar en los estudios Eldana de Dueñas (Palencia) contando con la producción de Carlos Hernández y la ayuda técnica de Jorge Calderón.
Se presentó en diciembre de 2017 realizando una pequeña gira por distintas localidades españolas.

#### Videoclip "Poniéndose altos"
En octubre de 2017 grabaron su tercer videoclip. En este caso fue el tema Poniéndose altos, del álbum "Hawaii Quizás".
Videoclip en Youtube
Dirigido por Víctor Alonso, guion de Pablo Maqueda, bailarina Eirene Rico, operadores de cámara Cristina Seco, Víctor Alonso y Iñaki Sola, edición y montaje: Iñaki Sola, caracterización y FX: Alberto Platero, filmado en Teatro Carrión de Valladolid.

### Singles (Nuevo trabajo 2023)

#### Videoclip "Kilimanjaro"
Dirigido por Alejandro Famos, guion de A. Famos y Mariana Valderrama. Protagonizado por Gorja González y con la colaboración de Alba Alcaide. Grabado en Madrid y presentado en noviembre de 2021.
Videoclip en Youtube

#### Videoclip "Mejor"
Segundo sencillo del trabajo que está por venir en 2023, fue dirigido y producido por Alejandro Famos, grabado en Valladolid y presentado en enero de 2022.
Videoclip en Youtube

## Discografía
La Tercera Guerra Mundial (2011) EP
1. "Háblame"
2. "Tercera guerra mundial"
3. "Rollinga"
4. "Tic Tac"

Dirigido por Adam Smithee (2013) CD Digipack
1. "Pierde el control"
2. "Vértigo"
3. "Nena"
4. "Mil intentos"
5. "Lipstick Rojo"
6. "Robinson en Hyde Park"
7. "No se lo digas a mamá"
8. "Bambola"
9. "Diecisex"
10. "Instinto animal"
11. "El punto suicida"

#EnDirecto Estudios Idemm Madrid (2015) EP digital
1. "Lipstick rojo"
2. "Simsiri"
3. "Amante Bandido" (Cover de Miguel Bosé)

Hawaii Quizás (2017) LP
1. Poniéndose altos
2. Vámonos lejos
3. La huida
4. Tu voz
5. Capri
6. Soy un animal
7. Golpes y heridas
8. Fuego cruzado

(Nuevo trabajo) (prox. 2023)
1. Kilimanjaro (single)
2. Mejor (single)

## Videografía
- Vértigo (2013)[19]
- Vértigo (enlace Youtube 360°) (2013)[20]
- Mil intentos (2014)[21]
- Lipstick Rojo (2014)
- Simsiri (2014)
- Amante Bandido Cover de Miguel Bosé (2014)
- Poniéndose altos (2017)
- Kilimanjaro (2021)
- Mejor (2022)